# Андрија Гамс
Андрија Гамс (6. јануар 1911 — 3. октобар 1997) био је правник и професор универзитета.

## Биографија
Рођен је у грађанској породици у Суботици, од оца Александра (занатлија) и мајке Еугеније Гамс (девојач. Клопфер). Основну школу и гимназију завршио је у родном граду. На Правном факултету у Суботици дипломирао је 1933. За време студија, био је активан у организацији „Хашомер хацаир”. Андрија је започео каријеру волонтирајући у суду, а као адвокатски приправник радио је у Суботици и Београду. Докторски курс је уписао на на Правном факултету у Београду 1934. године, Докторску тезу „Одговорност за радње трећих лица у приватном праву”, одбранио је 1938. Теза је објављена 1940. године. Адвокатски испит је положио 1939. године у Београду и, до избијања рата, бавио се адвокатуром у Београду.
Као резервни потпоручник, добровољно се пријавио у Југословенску војску, али је био заробљен. У заробљеништву као официр Југословенске војске, био је заточен у логорима Оснабрик-Офлаг VIц и у Акслдорф. Када је у Оснабрику, у другој половини 1943, основан Логорски универзитет, Андрија Гамс је држао предавања из опште историје, политичке економије и политичких наука. У Акслдорфу је постао члан илегалног руководства. По ослобођењу из заробљеништва, упућен је у логоре у којима су били интернирани југословенски војници ради њиховог прихватања и повратка у земљу.
По повратку у земљу, радио је прво у јавном тужилаштву града Суботица, а затим је био, помоћник покрајинског јавног тужиоца у Новом Саду. За доцента на Правном факултету у Београду изабран је 1948 године. У звање ванредног професора изабран је 1955, а редовни професор постао је 1960. године на катедри за грађанско право. У току дискусије о амандманима на Устав, у Аналима Правног факултета, бр. 3/1971, објавио је текст Амандмани на Устав: научно — збрка, историјски — промашај, што је допринело да тај број буде забрањен. Био је потписник петиције за ослобађање ухапшеног професора Михаила Ђурића. Због дешавања на Правном факултету, који су у то време проглашени антидржавним, поднео је сопствени захтев за одлазак у превремену пензију, као „морално-политички неподобан”, и отишао је 1973. године
Објавио је више монографија и преко тридесетак студија и чланака. Теме којима се бавио су из области грађанског права, стварног права, опште теорије и социологије права. По одласку у пензију, стварао је више дела из других области. Писао је темама које су у вези са психоанализом, социјалном филозофијом и светом политичких идеја. У последњим годинама живота све више се окретао темама везаним за Јевреје. У својим радовима користио је српски и матерњи мађарски језик, служио се немачким и француским, а познавао је и енглески и руски језик. Као познати и истакнути српски правник држао је предавања и на Кингс колеџу у Енглеској.
Одликован је Орденом заслуга за народ са сребрном звездом (1963).
Пети сусрет југословенских правника на Копаонику (1991) био је посвећен делу Андрије Гамса.
Удружење правника Србије прогласило га је за почасног члана (1997).
Умро је у Београду, 3. децембра 1997. Сахрањен је на Јеврејском гробљу у Београду.

## Важнија дела
- Одговорност за радње трећих лица у приватном праву, Београд 1940;
- Стварно право, Београд 1949;
- Увод у грађанско право, Београд 1952;[1]
- Основи стварног права, Београд 1955;[2]
- Позитивно-правна ограничења приватне својине, Београд, 1963;[3]
- Брачно и породично имовинско право, Београд, 1966;[4]
- О одговорности, Гледишта, g. VII, br. 5, maj 1966;
- Људско тело и његови делови као ствари у грађанском праву, APDN, g. LV, br. 1-2, јануар-јуни 1969;
- Рефлексије о догматизму, Преглед, g. LX, br. 6, јун 1970
- Библија у светлу друштвених борби, Београд, 1970;
- Библија и друштво, Нови Сад 1979;
- Marx, Freud and Alienation, Co-Existence, Vol. 17, No. 2, Oct. 1980;
- О својини, Београд, 1982;
- Својина, Београд, 1987;[5]
- Фројд о друштву, Београд, 1988;
- Појам о отуђености у социологији, FD br. 3, 1990;
- Друштвена норма: појава, настанак и значај, Београд, 1990.[6]
- Социолошки аспект својине и друштвене промене у Југославији, Луча 7, 1-2, 1990;[7]
- Библија и модерна друштвена мисао, Београд 1993;
- У трагању за Богом: трагичан историјски пут јеврејства, Горњи Милановац, 1994.
- Нагон и норма: путеви и беспућа културе, Београд, 1995.